# آب‌انبار چهاربازار
آب‌انبار چهاربازار مربوط به دوره پهلوی است و در اردکان، کشتزار زردک واقع شده و این اثر در تاریخ ۱۵ دی ۱۳۸۷ با شمارهٔ ثبت ۲۴۳۷۰ به‌عنوان یکی از آثار ملی ایران به ثبت رسیده‌است.